# La línea de sombra
La línea de sombra es una breve novela de Joseph Conrad situada en el mar. Es una de sus obras tardías, fue escrita de febrero a diciembre de 1915 y publicada por primera vez en 1916 como una serie en el New York's Metropolitan Magazine (septiembre—octubre) y en la English Review (septiembre de 1916-marzo de 1917). Se publicó como libro en 1917 en el Reino Unido (marzo) y Norteamérica (abril). La novela describe el desarrollo de un joven al tomar una capitanía mercante en Oriente, con la línea de sombra, el título que representa el umbral de este desarrollo.

## Tema
La expresión "la línea de sombra" es "la que nos advierte de tener que dejar atrás las razones de la juventud temprana". Cuando los primeros signos de juventud terminan, el protagonista decide abandonar el mar y los trópicos. Pero en el hotel donde espera la repatriación se presenta la gran oportunidad: tomar el lugar de un capitán de la marina mercante. La nave es el Oriente, un barco perseguido por el recuerdo del anterior capitán, que murió loco. El viaje avanza sobre un mar desesperadamente inmóvil, una tripulación exhausta de fiebre, los marineros reducidos a la impotencia, a la espera de una ráfaga de viento que pueda romper el hechizo que carga.
La novela es una remembranza típicamente conradiana de la misma experiencia que el mismo vivió en el año 1888 al recibir su primer mando de un barco mercante, y reelabora, con el filtro de la edad y el poso de su experiencia, sus vivencias de entonces.
La historia se considera notable por la doble estructura narrativa que la caracteriza. El título completo de la novela en la versión en inglés es The Shadow Line: A Confession, que muestra de inmediato la intención retrospectiva del trabajo. El autor propone como tema de la novela el conflicto entre el héroe "joven" (nunca se le nombra) y el "viejo", tejiendo la trama de temas tales como la naturaleza de la sabiduría, la experiencia y la madurez. Conrad a menudo usa la ironía como una herramienta para enfatizar las características del protagonista, contrastándola con otros personajes como el Capitán Giles y el cocinero Ransome.
La novela se cita a menudo como una metáfora de la Primera Guerra Mundial, debido a cuestiones tales como la importancia de la camaradería y las referencias de tiempo. Esta hipótesis también se ve respaldada por el hecho de que el hijo de Conrad, Boris, participó en el conflicto y quedó herido. Otros puntos de vista enfatizan en cambio la fuerte referencia a lo sobrenatural, en particular, refiriéndose al tema del fantasma del anterior capitán que maldeciría el barco, o la locura del camarada Burns. El mismo Conrad sin embargo, rechazó estas interpretaciones en la "Nota del autor", argumentando que "hay misterios y maravillas suficientes en el mundo real para meterse en la dificultad de las locuras de lo sobrenatural."
De hecho, en retrospectiva, para Conrad, la línea de sombra es lo que no está definido, a la vez personal y universal, tiempo y vía de reconocimiento de su independencia y, en conjunto, de su ser solo delante de y alrededor del mundo. Las claves para la súbita transición final, casi repentina, es que se han superado la culpa y los sentimientos aparentemente opuestos de falta de mérito por ser: superación que se produce con la aceptación de la responsabilidad de ser ellos mismos como seres humanos.

## Argumento
El protagonista después de dejar el barco en el que trabajaba en un puerto del Oriente decide abandonar su vida de marino. En espera de embarcarse para Europa, se aloja en el Hogar del Marino en el que encuentra un capitán-perito llamado Gilles, que le informa de la posibilidad de tomar el mando del Oriente, un barco anclado en Bangkok. El protagonista se siente inmediatamente más que seguro de ser el hombre adecuado para la tarea y feliz de haberse saltado todo el lío que había imaginado tener que desempeñar antes de tener la oportunidad de llegar a tal asignación.
El barco es un velero mercante de bellas formas. Embarcado en la nave, inmediatamente comienza a entrar en conflicto con el primer oficial Burns, quien aspiraba a asumir el papel del comandante fallecido, con quien había tenido una discusión muy dura, poco antes de su muerte. Burns le explica que el anterior capitán ha muerto en su camarote del barco en el que se pasaba todo el día encerrado tocando el violín. No le preocupaba la suerte de la tripulación y Burns sospecha que los habría conducido a todos a una muerte segura. En la discusión con Burns antes de morir formula una maldición para que no lleguen nunca a buen puerto.
Casi parece que la maldición se hace realidad. De hecho, el barco, navegando, es presa de una epidemia de fiebres tropicales que debilita y pone fuera de combate a todos menos al protagonista y el cocinero del barco, Ransome. Epidemia irrecuperable, ya que el capitán anterior vendió ilegalmente el stock de medicamentos justo antes de su muerte. Debilitado por la fiebre, el primer oficial repite obsesivamente que el causante es el viejo capitán con su maldición. Además, el barco se encuentra con una tremenda calma que lo mantiene inmóvil en el océano durante más de dos semanas. El capitán constata que el mundo exterior se muestra impasible ante sus problemas. Se tienen reminiscencias de la leyenda del buque fantasma y de la nietzcheiana muerte de Dios.
El joven protagonista, angustiado y temeroso, tendrá que decidirse a cruzar solo la línea de sombra. Afrontar la amenaza de la fuerza caótica y desordenada del universo (entropía). El barco es la metáfora de la vida. En esta situación difícil, el protagonista es acosado por las dudas sobre sí mismo, sobre la vida y sus habilidades. A pesar de todo, logra mantener el barco en funcionamiento, gracias a la ayuda del imprescindible Ransome.
Finalmente llega el viento y lo que parece ser un barco moribundo se las arregla para llegar a Singapur. La tripulación enferma es transportada al hospital, se contrata a un nuevo equipo e, inmediatamente, el protagonista decide volver a partir con el barco, esta vez sin la ayuda de Ransome, que lo había apoyado en el viaje terrible anterior, pero también sin sus ilusiones de juventud y comenzando a convertirse en un hombre adulto.

## Crítica
En 2022, Luis Sanz Irles le llamó «una novella» de «brillantez apabullante» y que califica a Conrad para que leerlo «debería formar parte de la educación obligatoria».